# Stained Glass
Stained Glass è un singolo promozionale della cantante statunitense Madison Beer, pubblicato il 3 aprile 2020 e incluso nel primo album in studio Life Support.

## Tracce
Testi e musiche di Madison Beer, Jeremy Dussoliet, Leroy Clampitt e Tim Sommer.
1. Stained Glass – 3:27

## Formazione
Musicisti
- Madison Beer – voce, cori
- Leroy Clampitt – batteria, chitarra, programmazione

Produzione
- Leroy Clampitt – produzione, produzione vocale
- Madison Beer – produzione
- One Love – produzione
- Chris Gehringer – mastering
- Mich McCarthy – missaggio